# Variags
Los variags son un pueblo ficticio de hombres que en las obras del escritor británico J. R. R. Tolkien habitaban en la meseta esteparia de Khand, al sudeste de la Tierra Media. Se aliaron, junto con los haradrim y otros pueblos vecinos, con el señor oscuro Sauron, atacando Gondor en varias ocasiones. Durante la Guerra del Anillo combatieron al lado de los ejércitos de Mordor en la Batalla de los Campos del Pelennor, en la que tuvieron que encarar principalmente a los caballeros gondorianos de Dol Amroth.

## Historia
Los Variags vinieron de Khand, una tierra poco conocida al sureste de Mordor. En la Tercera Edad, Khand estaba bajo la influencia de Mordor; en el año 1944 T. E. los hombres de Khand junto con los sureños de Cercano Harad se unieron a los Aurigas a atacar Gondor.
Durante la Guerra del Anillo, los Variags lucharon en la Batalla de los Campos del Pelennor. Fueron retenidos en reserva en Osgiliath junto con ejércitos de los Hombres del Este y los Haradrim. Después de la muerte del Rey Brujo de Angmar, ellos fueron enviados al campo de batalla por [[]]. Sus filas estaban entre los trolls y los orcos cuando los caballeros de Dol Amroth corrieron y los hicieron retroceder.

## Etimología y significado del nombre
El nombre variag fue tomado por Tolkien de una variante del nombre del pueblo varego. Los varegos eran un pueblo de estirpe vikinga que se expandió hacia el Este desde Escandinavia, ocupando parte de lo que hoy es la Rusia europea. Su nombre podría derivar del nórdico antiguo væringjar, con el significado probable de «juramentados», tomado desde la palabra várar, que significa «juramento» o «promesa».